# Plooi (politiek)
Een plooi is een term die in 17de en 18de eeuw gebruikt werd voor de zittende regentenpartij. Er werd destijds gesproken van een oude plooi en een nieuwe plooi als er een nieuwe partij in het bestuur kwam. De machtsstrijd tussen de patriotten en regenten in de jaren vanaf 1702 werd in Gelderland bekend als de (Gelderse) Plooierijen.